# Teruaki Kobayashi
Teruaki Kobayashi (小林 久晃 Kobayashi Teruaki?, nacido el 20 de junio de 1979 en Ibaraki) es un exfutbolista japonés. Jugaba de defensa y su último club fue el Sagan Tosu de Japón.

## Trayectoria

### Clubes
| Club                | País  | Año         |
| ------------------- | ----- | ----------- |
| JEF United Ichihara | Japón | 2002 - 2003 |
| Montedio Yamagata   | Japón | 2003 - 2005 |
| Vissel Kobe         | Japón | 2006 - 2010 |
| Ventforet Kofu      | Japón | 2011        |
| Sagan Tosu          | Japón | 2012 - 2016 |

## Estadística de carrera

### J. League
| Club                | Año   | J. League | J. League | Copa J. League | Copa J. League | Total | Total |
| Club                | Año   | Part.     | Goles     | Part.          | Goles          | Part. | Goles |
| ------------------- | ----- | --------- | --------- | -------------- | -------------- | ----- | ----- |
| JEF United Ichihara | 2002  | 0         | 0         | 0              | 0              | 0     | 0     |
| JEF United Ichihara | 2003  | 0         | 0         | 0              | 0              | 0     | 0     |
| Montedio Yamagata   | 2003  | 9         | 1         | -              | -              | 9     | 1     |
| Montedio Yamagata   | 2004  | 43        | 2         | -              | -              | 43    | 2     |
| Montedio Yamagata   | 2005  | 27        | 2         | -              | -              | 27    | 2     |
| Vissel Kobe         | 2006  | 8         | 0         | -              | -              | 8     | 0     |
| Vissel Kobe         | 2007  | 5         | 0         | 4              | 0              | 9     | 0     |
| Vissel Kobe         | 2008  | 23        | 1         | 5              | 0              | 28    | 1     |
| Vissel Kobe         | 2009  | 12        | 0         | 2              | 1              | 14    | 1     |
| Vissel Kobe         | 2010  | 12        | 0         | 3              | 0              | 15    | 0     |
| Ventforet Kofu      | 2011  | 11        | 0         | 2              | 0              | 13    | 0     |
| Sagan Tosu          | 2012  | 26        | 2         | 2              | 0              | 28    | 2     |
| Sagan Tosu          | 2013  | 20        | 0         | 2              | 0              | 22    | 0     |
| Sagan Tosu          | 2014  | 11        | 1         | 1              | 0              | 12    | 1     |
| Sagan Tosu          | 2015  | 4         | 0         | 3              | 0              | 7     | 0     |
| Sagan Tosu          | 2016  | 2         | 0         | 0              | 0              | 2     | 0     |
| Total               | Total | 213       | 9         | 24             | 1              | 237   | 10    |